# Stan Vickers
Stanley Frank Vickers (ur. 18 czerwca 1932 w Lewisham w Londynie, zm. 19 kwietnia 2013 w Seaford) – brytyjski lekkoatleta, specjalista chodu sportowego, brązowy medalista olimpijski z 1960, mistrz Europy.
Na igrzyskach olimpijskich w 1956 w Melbourne zajął 5. miejsce w chodzie na 20 kilometrów. Czasem 1:32:34 ustanowił wówczas rekord Wielkiej Brytanii na tym dystansie.
Zdobył złoty medal na 20 kilometrów podczas mistrzostw Europy w 1958 w Sztokholmie, wyprzedzając Leonida Spirina ze Związku Radzieckiego i Lennarta Backa ze Szwecji. Na igrzyskach olimpijskich w 1960 w Rzymie zdobył brązowy medal w tej konkurencji, przegrywając jedynie z Wołodymyrem Hołubnyczym z ZSRR i Noelem Freemanem z Australii.
Pięciokrotnie zdobywał mistrzostwo Wielkiej Brytanii (AAA). W latach 1957 i 1958 zwyciężał na dystansach 2 mil i 7 mil na bieżni oraz na 10 mil na szosie (mistrzostwo RWA), a w 1960 tylko na dystansie 2 mil. Był również wicemistrzem w chodzie na 2 mile w 1959 oraz w chodzie na 7 mil w 1956 i 1959.